# Île Thursday
Pour les articles homonymes, voir Thursday.
L'île Thursday (Thursday Island ou TI), connue aussi sous le nom de Waiben,  est une des îles du détroit de Torrès, dans le détroit éponyme entre la péninsule du cap York dans l'extrême nord-est de l'Australie et la Nouvelle-Guinée.

## Géographie
Située au centre du groupe des îles du détroit de Torrès, les plus proches de la péninsule australienne, elle est entourée à proximité immédiate au sud-ouest par l'Île du Prince-de-Galles, au sud-est par l'île Horn (ou Ngurupai) et au nord-ouest par l'île Hummond. Thursday est à 26 km du continent australien. Son point le plus élevé est Milman Hill.
Bien qu'elle soit la plus petite du groupe (3,5 km2), elle est le centre administratif et l'île la plus peuplée du détroit avec 3 500 habitants. 
Le climat de l'île est un climat tropical.

## Histoire
L'île était peuplée par une population mélanésienne, les indigènes du détroit de Torrès, depuis des milliers d'années. Ceux-ci la nommaient l'île Waiben signifiant probablement "sans eau" ou "lieu sans eau"  signalant le manque d'eau douce sur l'île. En 1877, un centre administratif pour les îles du détroit de Torrès fut installé sur l'île par le gouvernement du Queensland et un township se développa la décennie suivante.
Une lucrative industrie perlière fut développée sur l'île en 1885, attirant des travailleurs d'Asie (dont des Japonais, des Malais et des Indiens) venus chercher fortune. On fit également venir de nombreuses personnes des îles du Sud Pacifique pour y travailler, beaucoup contre leur gré. Bien que l'industrie perlière décline, le mélange culturel est encore visible aujourd'hui.
Trois sœurs des Filles de Notre-Dame du Sacré-Cœur arrivent sur l'île le 14 janvier 1886, ouvrent une école et fondent ensuite un hôpital.
Durant la Seconde Guerre mondiale, l'île fut le centre militaire des îles Torrès, abritant des forces américaines et australiennes. Elle subit un bombardement japonais en 1942. La population civile fut évacuée et ne revint qu'à la fin de la guerre.
Dans les années 1970, lors de l'indépendance de la Papouasie-Nouvelle-Guinée (alors protectorat australien), celle-ci réclama les îles du détroit dans ses frontières à cause du passé mélanésien de ces îles. Après des discussions diplomatiques, les îles du détroit de Torres restèrent australiennes.